# Blera violovitshi
Blera violovitshi är en tvåvingeart som beskrevs av Barkalov 1991. Blera violovitshi ingår i släktet stubblomflugor, och familjen blomflugor. Inga underarter finns listade i Catalogue of Life.